# 今須村
今須村（いますむら）は、かつて岐阜県不破郡に存在した村である。
現在の関ケ原町の西部に該当し、今須川（牧田川支流）沿いの地域で西は滋賀県に面する。
中山道今須宿を中心とした村であり、今須宿設置以前は「居益村」「今洲村」とも称していた。
岐阜県内では唯一、中部電力（現・中部電力パワーグリッド）ではなく関西電力（現・関西電力送配電）の供給区域となっていた。現在でも、関ケ原町のうち旧今須村の区域は関西電力送配電（彦根営業所）の供給区域である。

## 沿革
- 1602年（慶長7年） - 中山道今須宿設置。天領となる。
- 1804年（享和4年） - 幕府領（大垣藩預り領）となる。
- 1889年（明治22年）7月1日 - 町村制により今須村が成立。
- 1954年（昭和29年）9月1日 - 関ケ原町、玉村、今須村、および岩手村の一部[1]が合併し、関ケ原町となる。

## 学校
- 今須村立今須小学校　（1985年に今須中学校と統合し小中学併設校化し、関ケ原町立今須小中学校。2021年閉校）
  - 小林分校　（1985年閉校）
- 今須村立今須中学校　（1985年に今須小学校と統合し小中学併設校化し、関ケ原町立今須小中学校。2021年閉校）

## 交通機関
- JR東海道線が通っているが駅はない。
- 現在は東海道新幹線が通っているが当時は未開通

## 神社・仏閣
- 青板神社
- 妙應寺
- 聖蓮寺

## 名所
- 今須宿
  - 一里塚跡
- 寝物語の里（美濃・近江の国境）

## 方言
旧今須村は、 現在の関ケ原町中心部から峠を隔てた場所にあり、旧今須村で話される方言は近江弁の影響を強く受けたものとなっている。
探偵!ナイトスクープのアホ・バカ分布図調査では旧今須村の住宅街で「アホ」と「タワケ」の境界線と思われる地域を発見したため、関ケ原町が境界線と推測された。